# Crno (Novi Vinodolski)
Pour les articles homonymes, voir Crno.
Crno est une localité de Croatie située dans la municipalité de Novi Vinodolski et dans le comitat de Primorje-Gorski Kotar. En 2001, la localité comptait 1 habitant.

## Démographie
| 1948 | 1953 | 1961 | 1971 | 1981 | 1991 | 2001 |
| ---- | ---- | ---- | ---- | ---- | ---- | ---- |
| 116  | 118  | 101  | 28   | 11   | 3    | 1    |